# Gösta Elfving
Oskar Gösta Charles Elfving, född 2 september 1908 i Ludvika församling i Kopparbergs län, död 31 augusti 1992 i Uppsala domkyrkoförsamling i Uppsala län, var en svensk tidningsman och socialdemokratisk politiker och ämbetsman.

## Biografi
Elfving var anställd vid Värmlands Folkblad 1925–1938, först som medarbetare och sedan som redaktionssekreterare. Han var redaktör för Sveriges Godtemplares Ungdomsförbunds tidskrift Unga tankar 1929–1936, instruktör i IOGT 1938–1940 samt chefredaktör för Västgöta-Demokraten 1940–1944 och för Morgon-Tidningen 1944–1957. Åren 1954–1957 var han socialdemokratisk riksdagsledamot för Stockholms stad i Första kammaren. Elfving var landshövding i Kopparbergs län 1957–1973.
Elfving var därtill ledamot och ordförande i flera statliga utredningar. Han var också livligt verksam inom nykterhetsrörelsen och utgav en rad broschyrer i nykterhetsfrågan.
Gösta Elfving var son till stationskarlen Oscar Elfving och Signe Jonsson. Han gifte sig 1933 med Anna Lisa Ljungkvist (född 1910). Han är begravd på Uppsala gamla kyrkogård.